# Агия Марина (дем Кушница)
Агия Марина (на гръцки: Αγία Μαρίνα) е село в Гърция, дем Кушница, област Източна Македония и Тракия.

## География
Агия Марина се намира на беломорския бряг, на 26 километра югозападно от град Кавала и южно от Кучкар (Елеохори), на надморска височина от 5 метра.

## История
Селото е обявено за самостоятелно селище в 1971 година, а по-късно е отбелязано към тогавашния дем Елевтерес по закона „Каподистрияс“. С въвеждането на закона „Каликратис“, Агия Марина е част от дем Кушница. Според преброяването от 2001 година има 3 жители, а според преброяването от 2011 година има 5 жители.
| Година    | 1913 | 1920 | 1928 | 1940 | 1951 | 1961 | 1971 | 1981 | 1991 | 2001 | 2011 | 2021 |
| --------- | ---- | ---- | ---- | ---- | ---- | ---- | ---- | ---- | ---- | ---- | ---- | ---- |
| Население |      |      |      |      |      |      |      | 2    | 0    | 3    | 5    | 6    |